# Klubbkejsarfoting
Klubbkejsarfoting (Cylindroiulus punctatus) är en mångfotingart som först beskrevs av Leach 1815.  Klubbkejsarfoting ingår i släktet Cylindroiulus och familjen kejsardubbelfotingar. Arten är reproducerande i Sverige. Inga underarter finns listade i Catalogue of Life.